# John Bell (politico)
John Bell (Nashville, 15 febbraio 1797 – Contea di Dickson, 10 settembre 1869) è stato un politico e avvocato statunitense.

## Biografia
Fu il sedicesimo segretario alla Guerra degli Stati Uniti, nel corso della presidenza di William Henry Harrison (9º presidente) prima e della presidenza di John Tyler poi (10º presidente).
Nato vicino a Nashville nello stato del Tennessee, i suoi genitori furono Samuel Bell e Margaret Edmiston Bell. Studiò all'università di Cumberland, si sposò due volte:
- Sally Dickinson, sino alla sua morte;
- Jane Yeatman

Venne eletto nel partito Whig al Senato degli Stati Uniti nel 1847, morì nella contea di Dickson.